# John Yarmuth

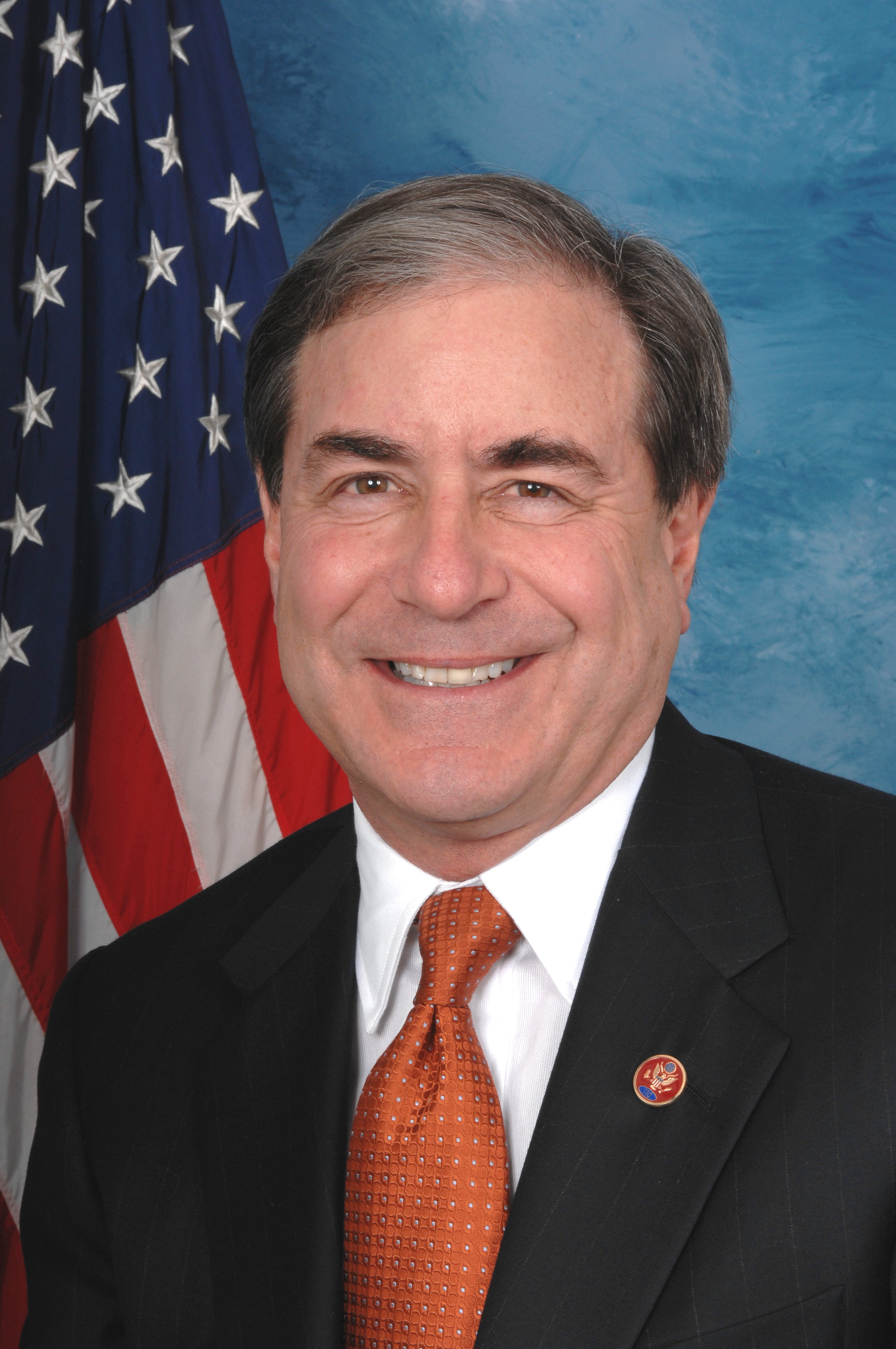
John Yarmuth

John Yarmuth, född 4 november 1947 i Louisville, Kentucky, är en amerikansk demokratisk politiker och publicist.
Yarmuth representerar delstaten Kentuckys tredje distrikt i USA:s representanthus sedan 2007.
Yarmuth gick i skola i J.M. Atherton High School i Louisville. Han utexaminerades 1969 från Yale University. Han studerade 1971-1972 juridik vid Georgetown University och var medarbetare åt senator Marlow Cook 1971-1974. Han grundade 1976 tidskriften Louisville Today som han utgav fram till 1982. Han grundade sedan 1990 den alternativa veckotidningen Louisville Eccentric Observer. Han sålde 2003 sin veckotidning.
Yarmuth besegrade sittande kongressledamoten Anne Northup i kongressvalet i USA 2006. Han besegrade Northup på nytt i kongressvalet i USA 2008.
Yarmuth är judisk. Han och hustrun Catherine har en son.